# Жано, Жереми
Жереми́ Жано́ (фр. Jérémie Janot; род. 11 октября 1977, Валансьен) — французский футболист, вратарь. Провёл 386 матчей за «Сент-Этьен». Известен своими играми за этот клуб в костюме Человека-паука. В сезоне 2006/07 был признан лучшим вратарём Франции по версии L’Equipe. В 2014 году Жереми снялся в фильме Вячеслава Малафеева «Вся жизнь в перчатках 2».

## Карьера игрока
В 1996 году принимает предложение команды «Сент-Этьен», находившегося тогда во второй французской лиге. В первый свой сезон за «Сент-Этьен» (1996/97) Жано провёл 14 матчей. В сезоне 1998/99 клуб наконец-то смог добыть себе путёвку в высший дивизион, но задержался ненадолго. До сезона 2002/03 Жано почти не попадал в основной состав, но сумел доказать свою конкурентоспособность, проведя 28 игр. В сезоне 2003/04 он уже сыграл 37 игр, команда в этом чемпионате вновь добыла путевку в Лигу 1. С тех пор он стал основным вратарём команды. В сезоне 2004/05 Жереми установил рекорд, проведя 1534 минуты без пропущенных мячей в домашних матчах чемпионата страны: с 6 ноября 2004 по 21 сентября 2005 его ворота на «Жоффруа Гишар» оставались в неприкосновенности. В 2005 году на матч чемпионата с командой «Истр» Жано вышел в костюме Человека-паука. Но перед началом поединка неудобную маску голкипер всё же снял.
4 мая 2012 был отдан в аренду «Лорьяну» до конца сезона, в качестве замены травмированного Фабьена Одара.
2 августа 2012 года Жано перешёл в «Ле-Ман», подписав трёхлетний контракт. 10 августа 2012 состоялся его дебют в новой команде против команды «Шатору». «Ле-Ман» проиграл со счетом 0:1, а Жано был заменён во втором тайме, получив травму. Летом 2013 года после банкротства «Ле-Мана» он остается без клуба. В июле 2014 года Жереми Жано принял решение завершить карьеру.

### Статистика
| Сезон   | Клуб       | Лига   | Матчи | Пропущенные голы |
| ------- | ---------- | ------ | ----- | ---------------- |
| 1996/97 | Сент-Этьен | Лига 2 | 14    | -?               |
| 1997/98 | Сент-Этьен | Лига 2 | 1     | -?               |
| 1998/99 | Сент-Этьен | Лига 2 | 8     | -?               |
| 1999/00 | Сент-Этьен | Лига 1 | 3     | -?               |
| 2000/01 | Сент-Этьен | Лига 1 | 12    | -?               |
| 2001/02 | Сент-Этьен | Лига 2 | 1     | -?               |
| 2002/03 | Сент-Этьен | Лига 1 | 14    | -?               |
| 2003/04 | Сент-Этьен | Лига 2 | 39    | -?               |
| 2004/05 | Сент-Этьен | Лига 1 | 38    | -?               |
| 2005/06 | Сент-Этьен | Лига 1 | 37    | -?               |
| 2006/07 | Сент-Этьен | Лига 1 | 36    | −48              |
| 2007/08 | Сент-Этьен | Лига 1 | 22    | −22              |
| 2008/09 | Сент-Этьен | Лига 1 | 26    | −38              |
| 2009/10 | Сент-Этьен | Лига 1 | 38    | −45              |
| 2010/11 | Сент-Этьен | Лига 1 | 36    | -44              |
| 2011/12 | Лорьян     | Лига 1 | 3     | -3               |
| 2012/13 | Ле-Ман     | Лига 2 | 5     | −7               |

## Тренерская карьера
С 2014 по 2015 год тренер молодёжного клуба «Вилар» (до 19). В следующем сезоне тренер ФК «Фирмини».
С июля 2016 по июнь 2017 года ассистент главного тренера молодёжного состава клуба «Сент-Этьен».
С 7 июня 2017 по июнь 2019 года тренер вратарей «Осера».
С 15 июня 2019 года по 2023 год тренер вратарей «Валансьена».
С августа 2023 года назначен ассистентом главного тренера французской молодежной сборной.

## Личная жизнь
Женат с 23 июня 2001 года, сын Ленни (2003), дочь Сиям (2001). Генеральный директор футзального клуба «Club42».